# Wilhelm Bähncke
Heinrich Wilhelm Christian Carl Bähncke (15. august 1832 i Kiel – 3. oktober 1907 i København) var en dansk sennepsfabrikant. Han grundlagde i 1830 sennepsfabrikken Bähncke i Kiel, som i 1858 blev overflyttet til København.
I 1857 grundlagde han desuden forsikringsselskabet W. Bähncke & Co.